# Opatija Prüm
Opatija Prüm je nekdanji benediktinski samostan v Prümu, Lorena, zdaj v škofiji Trier, Nemčija, katerega sta 23. junija 720 ustanovila  Bertrada (ali Berta) Prümska, hčerka frankovskega kralja Nevstrije Teoderika III., in njen sin, laonski grof Haribert. Prvi opat je bil Angloard. Opatija je bila kasneje povišana v kneževino.

## Zgodovina

### Zgodnje obdobje (do 13. stoletja)
Bertrada Prümska je bila pravnukinja Bertrade Laonske, žene frankovskega kralja Pipina Malega (vladal 751-768). V karolinškem obdobju je samostan postal najbolj priljubljen samostan vladajoče dinastije in dobil velike nadarbine in privilegije. Pipin je samostan obnovil in mu z darilno listino z datumom 13. avgust 762 podaril velike posesti. Med Asuerovim opatovanjem je kralj v samostan pripeljal menihe iz Meauxa. 
Gradnja cerkve, posvečene Odrešeniku (Salvator), je bila dokončana šele med vladanjem Karla Velikega (vladal 768-814). Posvetil jo je papež Leon III. 26. julija 799. Karel Veliki in njegovi nasledniki so bili liberalni pokrovitelji samostana. Več Karolingov je tudi odločilo za samostansko življenje v Prümu, med njimi Karlov nezakonski sin Pipin Grbasti, ki je bil v samostan izgnan po neuspelem poskusu državnega udara leta 792. Pipin je tam umrl leta 811. Menih je bil tudi kralj Lotar I., ki je v samostan vstopil leta 855. Njegov grob so odkrili leta 1860. Leta 1874 je cesar Viljem na grobu postavil spomenik. 
Leta 882 in 892 so samostan oplenili in opustošili Normani, vendar se je kmalu opomogel. Samostanske posesti so bile tako velike, da se je samostan razvil v kneževino.
V 11. in 12. stoletju je bilo v samostanu več kot tristo menihov. Cvetel je do 13. stoletja. Menihi so podjetno obdelovali zemljo. Okoli leta 836 je opat Marquard ustanovil nov samostan v Münstereifelu. Leta 1017 je opat Urald v Prümu ustanovil akademski sklad za dvanajst duhovnikov. Leta 1190 je opat Gergard v Niederprümu ustanovil dom za gospe plemiškega stanu. Samostan je skrbel tudi za revne in bolne in imel svojo šolo. Eden od njenih učiteljev je bil kasnejši viennski nadškof Ado. Vodja šole Vandelbert (813-870) je bil pomemben pesnik. Opat Regino Prümski (893–899) si je vzdevek zaslužil kot zgodovinar in kodifikator kanonskega prava. 

### Kasnejša zgodovina
V 13. in 14. stoletju je začela patija propadati, delno zaradi pritiska jenih posvetnih upraviteljev, še bolj pa zaradi notranjega razkroja. Stanje se je poslabšalo do te mere, da so menihi med seboj delili samostanske dohodke in živeli ločeno eden od drugega.
Zaradi takšnega stanja so trierski nadškofi poskušali bogato opatijo in njene obširne posesti vključiti v svojo nadškofijo. Cesar Karel IV. (1376) in papež Bonifacij IX. (1379) sta jim dala svoje soglasje. Papež ga je leta 1398 preklical. Papež Sikst IV. je leta 1473 ponovno odobril vključitev, ki so jo opati zavrnili in leta 1511 začeli vojno proti nadškofu, ki je bil takrat že volilni knez. Ko je bila opatija skoraj povsem uničena, je papež Gregor  XIII. 24. avgusta 1574 izdal dekret o vključitvi, ki je postal veljaven po smrti opata Krištofa Manderšaidskeg leta 1576.
Po vključitvi v triersko nadškofijo so njeni upravitelji postali trierski knezoškofi. Razmere v opatiji in izven nje so se uredile do te mere, da sta francoska benediktinska antikvarja Edmond Martène in Ursin Durand po obisku v prümskem samostanu izjavila, da je na njunem »literarnem potovanju« po Nemčiji najboljši duh vladal prav tam. Menihi so se še v 18. stoletju trudili, da bi se otresli nadvlade Trierja. 
Leta 1801 je Prüm pripadel Franciji in bil podržavljen v posvetne namene, njegove posesti pa so se prodale. Lastniško pravico do zgradb je Napoleon prenesel na mesto. Leta 1815 je Prüm prešel v posest Prusije kot del Renske province in nato postal del Nemčije kot zvezna dežela Porenje - Pfalška. 
Cerkev, katero je dal leta 1721 zgraditi volilni knez Ludvik, je zdaj farna cerkev. V ohranjenih samostanskih zgradbah je gimnazija, ki se imenuje po opatu Reginu Prümskemu. 

## Samostanske relikvije
Najdragocenejša relikvija v samostanski cerkvi so sandale Jezusa Kristusa, omenjene v Pipinovih dejanjih leta 762. Pipin piše, da so jih prinesli iz Rima kota darilo papeža Zaharije ali papeža Štefana II.. 

## Vir
- Charles Herbermann, urednik  (1913). Catholic Encyclopedia. New York: Robert Appleton, ki je v javni lasti.